# Communauté de communes du Cabardès Montagne Noire
La Communauté de communes du Cabardès Montagne Noire est une ancienne communauté de communes française, située dans le département de l'Aude et la région Languedoc-Roussillon.

## Histoire
La Communauté de Communes Cabardès Montagne Noire a été créée en 2001 et regroupait les 9 communes du canton de Saissac. Elle intégra ensuite la commune de Les Cammazes située dans le Tarn. Au 1er janvier 2014 la Communauté de Communes Cabardès Montagne Noire est fusionnée avec la CC du Haut Cabardès pour former la Communauté de communes de la Montagne noire,,

## Composition
Elle regroupait 10 communes dont 9 communes du département de l'Aude et  1 commune du département du Tarn.
| Nom                  | Code Insee | Gentilé       | Superficie (km2) | Population (dernière pop. légale) | Densité (hab./km2) |
| -------------------- | ---------- | ------------- | ---------------- | --------------------------------- | ------------------ |
| Saissac (siège)      | 11367      | Saissacois    | 57,03            | 924 (2014)                        | 16                 |
| Brousses-et-Villaret | 11052      | Broularetois  | 11,16            | 346 (2014)                        | 31                 |
| Caudebronde          | 11079      | Caudebrondais | 6,22             | 190 (2014)                        | 31                 |
| Cuxac-Cabardès       | 11115      | Cuxacois      | 25,06            | 909 (2014)                        | 36                 |
| Fontiers-Cabardès    | 11150      | Fontiérais    | 8,46             | 445 (2014)                        | 53                 |
| Fraisse-Cabardès     | 11156      | Fraximois     | 7,13             | 107 (2014)                        | 15                 |
| Lacombe              | 11182      | Lacombois     | 14,99            | 164 (2014)                        | 11                 |
| Laprade              | 11189      | Lapradiens    | 4,61             | 77 (2014)                         | 17                 |
| Les Cammazes         | 81055      | Cammazols     | 7,68             | 298 (2014)                        | 39                 |
| Saint-Denis          | 11339      | Dionysiens    | 8,21             | 524 (2014)                        | 64                 |

## Présidence
| Période      | Période       | Identité             | Étiquette | Qualité                                |
| ------------ | ------------- | -------------------- | --------- | -------------------------------------- |
| 2001         | 2008          | Jean-Pierre Costis   | -         | Maire de Saint-Denis de 2001 à 2008    |
| 2008         | Décembre 2012 | Jean-Claude Beteille | PS        | Maire de Cuxac-Cabardès de 2006 à 2014 |
| Janvier 2013 | Décembre 2013 | Cyril Delpech        | SE        | Adjoint au maire de Caudebronde        |